# Oliver Berg
Oliver Berg, född 28 augusti 1993 i Gjøvik, är en norsk fotbollsspelare som spelar för Malmö FF.

## Karriär
I december 2017 värvades Berg av Dalkurd FF där han skrev på ett tvåårskontrakt. Redan i augusti året därpå flyttade dock Berg vidare då han värvats av allsvenska GIF Sundsvall på ett 2,5-årskontrakt.
I januari 2021 skrev Berg, som obunden spelare, på ett kontrakt med Kalmar FF. Efter säsongen 2021 utsågs han av Smålands Fotbollförbund till Årets spelare i Småland. Den 24 november 2022 lämnade han Kalmar och skrev på ett 4-årskontrakt med Djurgårdens IF inför säsongen 2023.
Den 21 augusti 2023 skrev Berg på ett 3,5-årskontrakt med Malmö FF och genomförde sin första träning den 22 augusti.

## Meriter och utmärkelser

### Malmö FF
- Allsvenskan: 2023, 2024
- Svenska Cupen: 2023/24

### Individuellt
- Smålands bästa fotbollsspelare 2021 och 2022

### Webbkällor
- Oliver Berg på Svenska Fotbollförbundets webbplats
- Oliver Berg på Soccerway (engelska)
- Oliver Berg på fotbolltransfers.com
- Oliver Berg på fotball.no